# Pachycephala simplex
El silbador simple (Pachycephala simplex) es una especie de ave paseriforme de la familia Pachycephalidae.

## Distribución geográfica y hábitat
Es endémica de Australia, Nueva Guinea (Indonesia y Papúa Nueva Guinea) e islas cercanas.
Sus hábitats naturales son los bosques bajos húmedos y los bosques de manglares subtropicales o tropicales.

## Subespecies
Se reconocen las siguientes según IOC:
- P. s. rufipennis: islas Kai (al sur de Nueva Guinea).
- P. s. gagiensis: islas Gagi (al norte de Nueva Guinea).
- P. s. waigeuensis: Waigeo y Gebe (oeste de Nueva Guinea).
- P. s. griseiceps: islas del oeste de Papúa Nueva Guinea, islas Aru y noroeste de Nueva Guinea.
- P. s. miosnomensis: Meos Num (bahía Cenderawasih, noroeste de Nueva Guinea).
- P. s. jobiensis: norte y centro de Nueva Guinea y Yapen.
- P. s. perneglecta: sur de Nueva Guinea.
- P. s. brunnescens: sudoeste de Nueva Guinea e islas de Entrecasteaux.
- P. s. sudestensis: archipiélago de las Luisiadas.
- P. s. peninsulae: noreste de Australia.
- P. s. simplex: norte de Australia e isla Melville.